# Rio Floriano
O rio Floriano é um curso de água que banha o estado do Paraná. Sua bacia hidrográfica possui 713 km². Localiza-se dentro do Parque Nacional do Iguaçu.